# 바이올린족
바이올린족은 17세기 이탈리아에서 발달한 현악기(찰현악기)군이다. 현대의 바이올린족 악기로는 바이올린과 비올라, 첼로, 콘트라베이스, 옥토베이스가 있다. 바이올린과 비올라, 첼로가 원래부터 바이올린족 악기였던 것에 비해, 더블 베이스의 기원에는 논란이 있다. 더블 베이스는 경사진 어깨(지판이 연결되는 몸통의 윗 부분), 조율, 평평한 뒷판 때문에 때때로 비올족으로 분류되기도 한다. 그러나 이러한 특징들은 고정적이지 않고 내부 구조는 바이올린과 비율이 같기 때문에 더블 베이스가 바이올린족 악기라는 주장에 더 무게가 실린다.
초기 바이올린족 악기들의 이름은 모두 '비올라'에서 비롯되었다. 바이올린은 '작은 비올라', 비올로네는 '큰 비올라' 또는 '베이스 비올라', 비올론첼로(첼로)는 '작은 비올로네'로 불렸다(비올로네는 현대 바이올린족 악기는 아니며, 지금은 더블 베이스가 그 자리를 차지한다).
바이올린족 악기는 부분적으로 리라 다 브라치오를 기원으로 하고 있는 것으로 추정된다.
|          |        |      |              |
| 바이올린 | 비올라 | 첼로 | 콘트라베이스 |

## 특징
바이올린족 악기들은 크기에서 차이가 나며 음역이 일부 서로 겹치지만 음색은 조금씩 다르다. 바이올린과 비올라는 어깨 위, 턱 아래에서 연주되며 비올라는 바이올린보다 크기가 크고 완전 5도 아래로 조율된다. 첼로는 앉은 상태에서 악기를 바닥에 고정시킨 뒤 무릎 사이에 두고 연주하며, 비올라보다 한 옥타브 낮은 음을 낸다. 더블 베이스는 서서 또는 높은 의자에 앉아서 연주되고 일반적으로 첼로보다 단 6도, 옥타브 또는 9도 아래로 조율된다. 이들은 모두 네 개의 현을 가지며, 두 현 사이의 음정이 완전 5도가 되도록 조율된다(더블 베이스는 완전 4도). 류트나 기타 등의 악기에서 볼 수 있는 프렛은 없다.

## 연주
바이올린족 악기는 세계에서 가장 많이 연주되는 찰현악기이다. 이들은 주로 서양 고전 음악에서 쓰이고 재즈, 락, 대중가요, 전자 음악 등에서도 빈도는 적지만 사용된다. 특히 더블 베이스는 서양 고전 음악과 재즈 장르의 음악에서 빼 놓을 수 없는 악기이다.
현악 사중주는 모두 바이올린족 악기로 이루어지기 때문에 악기의 소리들간 융합이 쉬운데, 이는 소리를 내는 방식이 각각 다르고 성격이 뚜렷한 목관 사중주와 다른 점이다.